# Parque Deportivo AHMSA
El Parque Deportivo AHMSA es un estadio de béisbol localizado en Monclova, Coahuila, México. Fue casa de los Mineros de Coahuila durante su temporada debut en la Liga Mexicana de Béisbol en 1974 como sede temporal mientras terminaban de construir el Estadio Monclova. El primer partido disputado en este escenario de LMB, aconteció el  23 de marzo de 1974 con un partido entre los Mineros de Coahuila y los Indios de Ciudad Juárez, donde los Mineros se impusieron 5 carreras a 1. En la ceremonia estuvieron presentes distintas personalidades de la ciudad y del estado, así como el fundador de la liga Ernesto Carmona.
Actualmente el estadio se utiliza para torneos locales y la liga departamental de béisbol y softbol de Altos Hornos de México.